# باشگاه فوتبال تیگرس اونال
باشگاه فوتبال تیگرس از دانشگاه خودمختار نوئوو لئون، که به سادگی با عنوان تیگرس اونال یا تیگرس شناخته می‌شود، یک باشگاه فوتبال حرفه‌ای مکزیکی است که در سن نیکولاس د لوس گارزا، شهری در کلان‌شهر مونتری واقع شده‌است. این باشگاه در سال ۱۹۶۰ تأسیس شد و ۶۰ سال را در دسته برتر فوتبال مکزیک، رده اول سیستم لیگ فوتبال مکزیک گذراند.
این باشگاه اولین موفقیت بزرگ خود را در فصل ۷۶–۱۹۷۵ بدست آورد و به اولین تیم نوئوو لئون تبدیل شد که با فتح کوپا ام‌اکس مقابل کلوب آمریکا یک جام بدست آورد. تیگرس ۷ بار قهرمان مکزیک شده و سه بار قهرمان کوپا ام‌اکس شده‌است. در مسابقات بین‌المللی، تیگرس در سال ۲۰۲۰ عنوان قهرمانی لیگ قهرمانان کونکاکاف را به‌دست‌آورد (سه بار به عنوان نایب‌قهرمانی رسید)، و نایب‌قهرمان فینال کوپا لیبرتادورس در سال ۲۰۱۵ در برابر ریور پلاته بود.